# Gina Parody
Gina María Parody d'Echeona (Bogotá, 13 de noviembre de 1973) es una escritora, abogada y política colombiana. 
En el año 2002 fue elegida para ocupar un escaño en la Cámara de Representantes; en el año 2006 llegó al Senado de la República convirtiéndose en la persona más joven en ocupar dicho cargo en Colombia,[cita requerida] renunció a su escaño en el Senado y al Partido de la U el 16 de enero de 2009 por diferencias ideológicas. Para las elecciones regionales de 2011, lanzó su candidatura a la Alcaldía de Bogotá como independiente y ocupó el tercer lugar en las votaciones.  Entre el 6 de marzo de 2013 y el 27 de mayo de 2014 se desempeñó como directora del SENA. Desde el 20 de agosto de 2014 se desempeñó como ministra de Educación, hasta su renuncia al cargo, el 4 de octubre de 2016.

## Biografía
Gina Parody realizó sus estudios superiores en la Universidad Javeriana, obteniendo el título de abogada y posteriormente se graduó como especialista en resolución de conflictos en la misma universidad. En el año 2008 cursó una especialización virtual en Gestión de las Ciudades del siglo XXI de la Universidad Abierta de Cataluña. Además realizó cursos en Recuperación de plusvalías como herramienta para el desarrollo y Regularización de asentamientos informales en el Lincoln Institute of Land Policy.
El 28 de agosto de 2014 la ministra de Turismo, Industria y Comercio, Cecilia Álvarez Correa hizo pública su relación de pareja con Gina Parody.

### Vida política
Trabajó como asesora de la parlamentaria María Isabel Rueda (1998-2000), tras lo cual se vinculó a la campaña presidencial de Álvaro Uribe Vélez, quien le sugirió postularse a la Cámara de Representantes en las elecciones del año 2002; efectivamente lo hizo, a nombre de un movimiento independiente, y consiguió la segunda votación más alta en la circunscripción de Bogotá, siendo sólo superada por Gustavo Petro.[cita requerida] Se destacó durante esta legislatura por su fuerte apoyo al gobierno de Uribe y por su labor parlamentaria. Fue presidente de la Comisión Primera de la Cámara.
Para las elecciones de 2006 solo hasta última hora definió su vinculación al Partido de la U, se postuló para el Senado de la República y obtuvo una de las votaciones más altas del país.[cita requerida] Durante su permanencia en el Senado fue la única mujer que integró la Comisión Primera de dicha corporación, allí impulsó proyectos como el que buscaba erradicar la violencia contra la mujer.[cita requerida] Debido al desorden reinante en su partido,[cita requerida] Parody decidió participar en una disidencia junto a sus colegas Martha Lucía Ramírez y Armando Benedetti, y el representante bogotano Nicolás Uribe. En enero de 2009 decidió renunciar a su partido y a su escaño por diferencias ideológicas.
En las elecciones locales de 2011 fue candidata independiente a la Alcaldía de Bogotá, con una candidatura respaldada por 240.000 firmas.[cita requerida] Obtuvo un total de 376.154 votos que la ubicaron en la tercera posición. 
El 6 de marzo de 2013, por designación del presidente Juan Manuel Santos, se posesionó como directora del SENA, ocupó el cargo hasta el 27 de mayo de 2014, fecha en la que renunció para apoyar la candidatura a reelección del presidente Santos. Durante su dirección en el SENA debió enfrentar múltiples manifestaciones de estudiantes, egresados y funcionarios que rechazaron sus acciones por considerar que buscaban la privatización de la entidad.
En abril de 2019 la Fiscalía colombiana pidió reabrir la investigación que se adelantaba contra Gina Parody y su pareja sentimental Cecilia Álvarez por conflicto de interés ante la suscripción de un documento CONPES que permitió viabilizar el adicional de un contrato con la firma Odebrecht.

## Escándalos en el sector educativo
Tras asegurarse que Gina Parody fue la responsable de la crisis financiera que tuvo el SENA durante su administración; la ministra se vio tachada por su incompetencia[cita requerida]. Durante el paro de 2015 la ministra fue citada a varias entrevistas que fueron el estallido de todos los rumores y los escándalos, debido a su aparente ignorancia referente a los temas que debe conocer un funcionario público de rango ministerial. Durante esta, se le preguntó a la ministra acerca de la situación de los maestros del sector público, a lo que respondió que los maestros ganaban alrededor de dos millones quinientos, después de su polémica respuesta el encargado de la entrevista conociendo que la información no era verídica, le preguntó que de acuerdo a qué medición por parte del Ministerio daba esta cifra, a lo que Parody contestó que de acuerdo a un promedio hecho por el ministerio se obtuvo dicho número, argumentando que la suma de todos los escalafones del profesorado y luego su división daba dos millones quinientos; esto sin tener en cuenta, que los escalafones son rangos en los que se encuentran los docentes y no promedios de sueldos. Después del incidente del promedio, el sector educativo y demás tachó a Parody por su incompetencia, poniendo en duda sus estudios de Educación Superior. 
Como consecuencia de esto, incrementó la incredulidad hacia el gobierno de Juan Manuel Santos y de su grupo político, redundando por las redes sociales comentarios en contra del mandatario, "Rey de la Privatización", y de sus ministros, siendo Gina apodada por los estudiantes de colegios y universidades como  "Mademoiselle de La Parodia", haciendo alusión a la incompetencia y corrupción de los políticos colombianos; convirtiéndose junto al presidente en el símbolo del descontento. La respuesta del presidente de la república y de la propia Parody fue la frase de "No hay plata". Por su parte la Pontifica Universidad Javeriana, conocida por prestar su servicio educativo de élite, lanzó por las redes sociales un comunicado que, aunque no oficial, se hizo para no desprestigiar el buen nombre de la institución. 
Finalmente la negociación entre el gobierno y los maestros concluyó sin mucho éxito para los segundos, hasta que la crítica por la campaña del día de la excelencia y la desfinanciación dieron origen a nuevos paros. En octubre de 2016, la controvertida ministra renunció a su cargo en la casa de Nariño, después de la derrota del sí en el plebiscito Nacional. Los trabajadores y estudiantes del sector de la educación pública no mostraron su descontento, aunque recibieron la baja en el gobierno de la ministra con el argumento de que: "aunque incompetente, ella sola no era el problema". 
Su sucesora fue la exdirectora del programa casi desfinanciado por el gobierno, de Colciencias, Yaneth Giha Tovar, la cual después de asumir el ministerio, conoció dos paros por la misma problemática de privatización del sector público de la educación en Colombia. 

#### Actitudes política
Mientras estuvo vinculada a la coalición de gobierno, entre 2002 y 2009, defendió la gestión del presidente Uribe; sin embargo Parody no siempre respaldó las iniciativas oficiales,[cita requerida] fue así como se opuso a la penalización de la dosis mínima de droga y fue una dura crítica del proceso de desmovilización de los paramilitares.[cita requerida] Fue una de las pocas congresistas de la coalición de gobierno que apoyó abiertamente la marcha del 6 de marzo en homenaje a las víctimas del paramilitarismo, a pesar de que el gobierno no dio su apoyo oficial a la manifestación.[cita requerida] También se opuso a la posible segunda reelección del presidente Álvaro Uribe siendo esta una de las principales causales de su dimisión.
Propuso una fórmula para evitar el saqueo de los giros de transferencias a las regiones y propuso que los partidos que tuvieran congresistas, concejales o diputados condenados dentro de la llamada parapolítica, tuvieran responsabilidades políticas por los delitos de sus integrantes, por medio de la pérdida de sus curules (la llamada "silla vacía"), como castigo por haber avalado personas relacionadas con los grupos armados ilegales.[cita requerida] El gobierno Uribe no apoyó esta iniciativa, hecho que contrarió a Parody.

#### Renuncia al Partido de la U
Luego de estar alejada de la actividad parlamentaria durante algunos meses debido a problemas de salud, Gina Parody anunció el 15 de enero de 2009 su renuncia al Senado de la República así como al Partido de la U diciendo que ya no se sentía parte de un proyecto que para ella había "mutado". Según Parody los principales motivos fueron la soterrada búsqueda del presidente Uribe por la segunda reelección "El Presidente se pronunció acerca de su reelección, no de cualquier manera sino por un decreto presidencial con su firma" aseguró. Otros de los motivos fueron el tratamiento dado por el gobierno a la visita del exparamilitar Antonio López alias "Job" y su abogado a la Casa de Nariño y el hundimiento de la llamada "silla vacía" en la reforma política que tenía como fin el castigar a los partidos políticos cuyos miembros tuvieran vínculos con mafias o grupos armados ilegales.
La renuncia de Parody movió la política nacional y generó reacciones encontradas. El entonces senador del Polo Democrático Alternativo, Gustavo Petro, la invitó a unirse a la propuesta de una gran coalición democrática para 2010, mientras que el precandidato presidencial del Partido Liberal, Rafael Pardo, (con quien Parody mantuvo una estrecha relación política en el pasado) calificó la decisión como muy acertada y alabó las cualidades de la ahora exsenadora. El periodista Ernesto McCausland en su columna de El Tiempo criticó la actitud de Parody, mientras algunos de los políticos que promueven la no reelección de Uribe dijeron que con su renuncia Parody facilitaba la segunda reelección, ya que el senador que la reemplazó en la comisión primera del senado dijo que votaría favorablemente el proyecto que permitiría la reelección.

#### Trabajo legislativo
Desde el Congreso, Parody participó asimismo en varias iniciativas de las cuales se sancionaron como ley "Decretar disposiciones para contrarrestar la explotación sexual comercial de niños, niñas y adolescentes" y "Establecer el Régimen de Insolvencia para la Persona Natural no Comerciante".

## Carrera política
Su trayectoria política se ha identificado por:

### Partidos políticos
A lo largo de su carrera ha representado los siguientes partidos:
| Partido político | Fecha Inicio        | Fecha Fin           |
| Partido de la U  | 26 de enero de 2006 | 16 de enero de 2008 |
| Cambio Radical   | 20 de julio de 2002 | 25 de enero de 2006 |

### Cargos públicos
Entre los cargos públicos ocupados por Gina María Parody D'Echeona, se identifican:
| Cargo público                             | Partido político   | Fecha Inicio             | Fecha Fin             |
| Senadora de la República                  | Partido de la U    | 20 de julio de 2006      | 19 de enero de 2008   |
| Representante a la Cámara                 | Cambio Radical     | 20 de julio de 2002      | 19 de julio de 2006   |
| Alta Consejera para los Asuntos de Bogotá | Estado de Colombia | 12 de septiembre de 2012 | 27 de febrero de 2013 |
| Directora general del SENA                | Estado de Colombia | 27 de febrero de 2013    | 20 de junio de 2014   |
| Ministra de Educación Nacional            | Estado de Colombia | 11 de agosto de 2014     | 04 de octubre de 2016 |